# Comté de Gatineau
Le comté de Gatineau était un comté municipal du Québec ayant existé entre le 4 avril 1930, et le 1er janvier 1983. Il a été créé par subdivision du comté de Hull.
Il tire son nom de la rivière Gatineau, le nom Anishinaabe de la rivière, dont on a cru plus tard qu'il devait son nom à  Nicolas Gatineau, un commerçant qui n'y a probablement jamais mis les pieds, et s'étend des deux côtés de ses rives. Son chef-lieu était la municipalité de Maniwaki.
Le territoire qu'il couvrait est aujourd'hui compris dans la région administrative de l'Outaouais et correspond à la plus grande partie de l'actuelle municipalité régionale de comté (MRC) de la Vallée-de-la-Gatineau et à une partie de la MRC des Collines-de-l'Outaouais.
En 1970, la création de la Communauté régionale de l'Outaouais a soustrait du territoire du comté quelques municipalités du sud de celui-ci.
L'histoire du comté de Gatineau se perpétue dans la circonscription foncière de Gatineau, dont le Bureau de la publicité des droits est établi à Maniwaki.

## Municipalités situées dans le comté
| Nom                                 | Origine et évolution durant l'existence du comté | Changements survenus après la disparation du comté                                                                                          | Références |
| ----------------------------------- | --- | --- | ---------- |
| Aumond                              | créé en 1877 | | [ 5 ]      |
| Blue Sea                            | créé en 1921 sous le nom de Bouchette-Sud; renommé Blue Sea en 1931 | | [ 6 ]      |
| Bois-Franc                          | créé en 1920 lors du morcellement de la municipalité de canton d'Egan en Egan-Sud, Bois-Franc et Montcerf | | [ 7 ]      |
| Bouchette                           | créé en 1867 | | [ 8 ]      |
| Cameron                             | créé en 1867; fusionné à Bouchette en 1980 | | [ 8 ]      |
| Déléage                             | créé en 1881 sous le nom de Kensington; renommé Déléage en 1930 | | [ 9 ]      |
| Denholm                             | créé en 1924 | | [ 10 ]     |
| Egan                                | créé en 1881; disparu en 1920 quand son territoire a été divisé entre les municipalités d'Egan-Sud, Bois-Franc et Montcerf                                                                                               | | [ 11 ]     |
| Egan-Sud                            | créé en 1920 lors du morcellement de la municipalité de canton d'Egan en Egan-Sud, Bois-Franc et Montcerf | | [ 11 ]     |
| Gracefield                          | créé en 1905, probablement détaché de Wright | regroupement de Wright, Gracefield et Northfield sous le nom de Wright-Gracefield-Northfield en 2002; renommé Gracefield en 2003            | ,          |
| Grand-Remous                        | créé en 1937 sous le nom de Sicotte; renommé Grand-Remous en 1973 | | [ 14 ]     |
| Kazabazua                           | créé en 1862 sous le nom de Aylwin; renommé Kazabazua en 1976 | | [ 15 ]     |
| Lac-Sainte-Marie                    | créé en 1872 sous le nom de Hincks; renommé Lac-Sainte-Marie en 1977 | | [ 16 ]     |
| La Pêche                            | créé en 1975 par le regroupement de Sainte-Cécile-de-Masham, Masham-Nord, Wakefield (municipalité de canton), Wakefield (municipalité de village) et Aldfield                                                            | | [ 17 ]     |
| Low                                 | créé en 1857 | | [ 18 ]     |
| Lytton                              | créé en 1909 | regroupé avec Montcerf en 2001 pour former Montcerf-Lytton                                                                                  | [ 19 ]     |
| Maniwaki                            | créé en 1904 | | [ 20 ]     |
| Masham-Nord                         | créé en 1855 sous le nom de Masham; renommé Masham-Nord en 1969; regroupé avec Sainte-Cécile-de-Masham, Wakefield (municipalité de canton), Wakefield (municipalité de village) et Aldfield en 1975 pour former La Pêche | | [ 21 ]     |
| Messines                            | détaché de Bouchette en 1921 | | [ 22 ]     |
| Montcerf                            | créé en 1920 lors du morcellement de la municipalité de canton d'Egan en Egan-Sud, Bois-Franc et Montcerf | regroupé avec Lytton en 2001 pour former Montcerf-Lytton                                                                                    | [ 19 ]     |
| Northfield                          | créé en 1867 | regroupé avec Wright et Gracefield pour former Wright-Gracefield-Northfield en 2002                                                         | [ 12 ]     |
| Sainte-Cécile-de-Masham             | détaché de Masham en 1013 sous le nom de Masham-Sud; renommé Sainte-Cécile-de-Masham en 1940; | regroupé avec Masham-Nord, Wakefield (municipalité de canton), Wakefield (municipalité de village) et Aldfield en 1975 pour former La Pêche | [ 17 ]     |
| Sainte-Thérèse-de-la-Gatineau       | détaché de Bouchette en 1946 | | [ 23 ]     |
| Wakefield (municipalité de canton)  | créé en 1855 | regroupé avec Masham-Nord, Sainte-Cécile-de-Masham, Wakefield (municipalité de village) et Aldfield en 1975 pour former La Pêche            | [ 17 ]     |
| Wakefield (municipalité de village) | détaché de la municipalité de canton de Wakefield en 1917 | regroupé avec Masham-Nord, Sainte-Cécile-de-Masham, Wakefield (municipalité de canton) et Aldfield en 1975 pour former La Pêche             | [ 17 ]     |
| Wakefield Partie Est                | détaché de la municipalité de canton de Wakefield en 1892 | regroupé avec Perkins et Portland-Partie-Ouest en 1975 pour former Val-des-Monts                                                            | [ 24 ]     |
| Wright                              | créé en 1864 | regroupé avec Northfield et Gracefield pour former Wright-Gracefield-Northfield en 2002                                                     | [ 12 ]     |